# Alara
ALARA (een acroniem van as low as reasonably achievable, 'zo laag als redelijkerwijze haalbaar is') of ALARP (as low as reasonably practicable, 'zo laag als redelijkerwijze uitvoerbaar is') is een term uit de stralingsbescherming. Het ALARA-principe houdt in dat bestraling en besmetting van mensen, dieren, planten en goederen zoveel als redelijkerwijs mogelijk is, wordt beperkt.
Het ALARA-beginsel kan onderverdeeld worden in vier aspecten:
- het gebruik van afscherming
- het beperken van de tijd doorgebracht in de nabijheid van een bron van straling
- zo veel mogelijk afstand houden van de bron van straling
- het gebruik van een bron met zo laag mogelijke activiteit

Het principe wordt ook veel gebruikt in de geluidshinderbestrijding. Bij een fabriek of andere industrie met in de directe omgeving woningen worden eisen aan de geluidsproductie gesteld. Daarbij geldt dan ook het ALARA-principe. De beste bestaande technieken kunnen worden voorgeschreven. Enerzijds kan het bevoegd gezag geen excessieve maatregelen eisen, waarbij de kosten de pan uit rijzen, anderzijds kan van de eigenaar van de industrie verwacht worden dat deze alle redelijke maatregelen ook treft.

## Verwante onderwerpen
- Radioactiviteit
- Ioniserende straling